# Margaret Newton
Margaret Brown Newton (20 de abril de 1887 - 6 de abril de 1971) fue una fitopatóloga y micóloga canadiense de renombre internacional  por su investigación pionera sobre la roya del tallo Puccinia graminis, particularmente por su efecto sobre el trigo, un producto agrícola canadiense básico .Newton nunca se casó y era considerada una persona amigable y persistente, con empuje y una personalidad cálida.  A menudo "trabajaba hasta el agotamiento". 

## Primeros años
Newton nació en Montreal el 20 de abril de 1887, hijo de John Newton y Elizabeth Brown. Tenía cuatro hermanos menores, tres hermanos llamados Robert, John y William, y una hermana llamada Dorothy.  Su padre era un químico interesado en la aplicación de la ciencia a la agricultura. 
Su educación formal comenzó en una escuela de un solo salón en North Nation Mills,  una ciudad industrial de unos 300 residentes en el río Petite-Nation al norte de Plaisance . La familia se mudó a Montreal cuando su padre aceptó un trabajo mejor remunerado. Allí, Newton completó la escuela secundaria y dos años de secundaria, tras lo cual la familia regresó a Plaisance.  Aquí, Newton completó la escuela secundaria, asistió a una escuela rural durante dos años más y luego enseñó en la escuela de North Nation Mills durante un año.  Luego se mudó a Vankleek Hill en Ontario y continuó su educación en el Vankleek Hill Collegiate Institute antes de completar su formación docente en la Escuela Normal de Toronto . Luego enseñó en Lachine durante tres años y en la escuela de North Nation Mills durante un año.  El dinero que ahorró se utilizó para financiar su educación postsecundaria . 

Apasionada por el arte,  Newton se matriculó en un programa de Artes en la Universidad McMaster en Hamilton, Ontario, completando un año de estudios antes de regresar a Montreal, donde se matriculó en un programa de agricultura en el Macdonald College .  Allí, fue la única mujer en una clase de 50 estudiantes y recibió la Medalla Académica del Gobernador General por sus máximos logros.  En ese momento, se unió a la Sociedad Quebec para la Protección de las Plantas, convirtiéndose en su primera mujer miembro.  También fue miembro de la sociedad de debate, y presidenta de la sociedad literaria durante un año.  En su segundo año en Macdonald College, tomó el curso de micología de WP Fraser y se interesó en su investigación sobre las enfermedades de las plantas causadas por la roya de los cereales, lo que la llevó a interesarse y estudiar la patología vegetal. 
Su asesor, WP Fraser, viajó al oeste de Canadá en 1917 para poder comenzar a investigar la roya del tallo provocada por una devastadora epidemia en 1916  que había destruido 100 millones de fanegas de trigo  por un valor aproximado de 200 millones de dólares. Asignó a Newton para estudiar las muestras que recogió, quien aceptó sólo después de que el decano de la escuela eliminó las restricciones sobre el uso nocturno de las instalaciones del laboratorio por parte de las mujeres;  todavía tuvo que lidiar con el toque de queda de las 22:00 en su residencia.  Durante su investigación, descubrió que las esporas de la roya del tallo infectaban el trigo con distinta rapacidad. Newton y su amiga Pearl Clayton Stanford se graduaron en 1918 con una Licenciatura en Ciencias Agrícolas (BSA), convirtiéndose en las primeras mujeres en completar un título en la universidad.   Al año siguiente, recibió una Maestría en Ciencias (M.Sc.),  para la cual su tesis La resistencia de las variedades de trigo a Puccinia graminis  cubrió "diferentes formas de esporas dentro del hongo de la roya del tallo".  En todo momento, su rendimiento académico fue el mejor de su clase. 

## Investigación

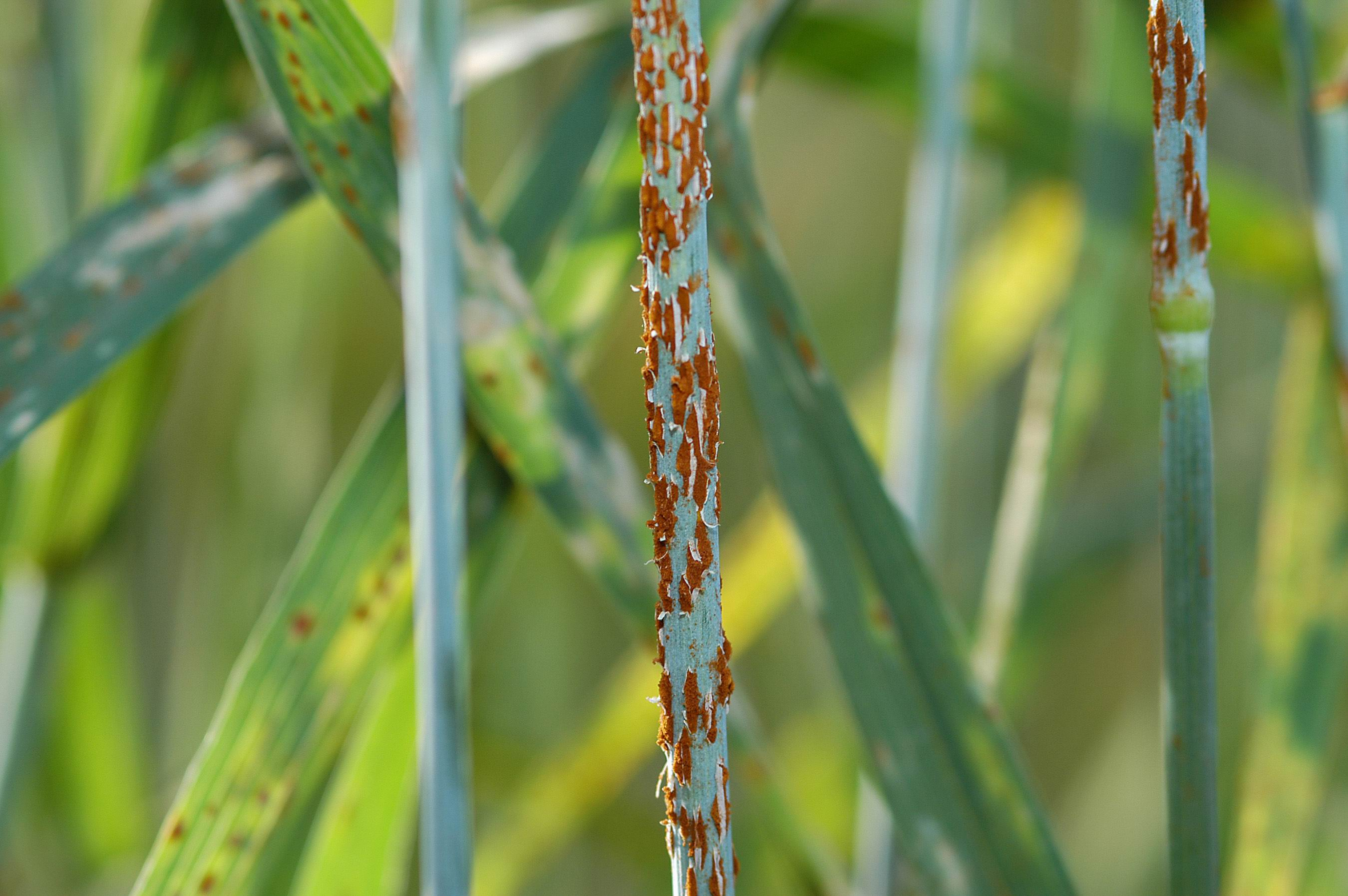
Roya del tallo Puccinia graminis en un tallo de trigo.

En 1920, como resultado de su investigación sobre las royas de los cereales mientras completaba sus estudios universitarios y de maestría en Macdonald College, le ofrecieron un puesto de investigación en la Universidad de Saskatchewan en Saskatoon .  Ella aceptó, y de 1922 a 1925 estuvo en el cuerpo docente como profesora asistente en el Departamento de Biología,  uniéndose a su antiguo asesor WP Fraser,  entre cuyas funciones se incluía la docencia.  Durante este tiempo, realizó sus estudios de doctorado en la Universidad de Minnesota,  donde bajo la supervisión de Elvin C. Stakman  fue la primera mujer en Canadá en completar su Doctorado en Filosofía (Ph.D.) en Ciencias Agrícolas en 1922  con la disertación Estudios sobre la roya del tallo del trigo (Puccinia graminis tritici) .  Stakman también había estado investigando la roya del tallo.  Lo hizo pasando seis meses en Minnesota y luego seis meses en Saskatoon. En 1925, William Richard Motherwell,  el ministro federal de Agricultura, la invitó a ayudar a administrar el recién inaugurado Laboratorio de Investigación Dominion Rust en la Universidad de Manitoba en Winnipeg, establecido como respuesta a los brotes de roya en 1916, 1919. y 1921.  Fue nombrada fitopatóloga principal del laboratorio, cargo que mantuvo hasta su jubilación,  y la trajo junto con su antiguo alumno Thorvaldur Johnson como asistente de investigación.  Estableció un estudio anual sobre la roya del tallo en el oeste de Canadá,   descubriendo una diversidad de razas en las poblaciones de roya,  lo que finalmente le permitió descubrir y catalogar las especies de trigo y las especies cruzadas resistentes a la roya del tallo. 

Publicó 45 artículos científicos sobre hongos de roya del tallo y 11 resúmenes de investigaciones.  En 1929, se convirtió en miembro fundador de la Sociedad Canadiense de Fitopatología  y se convirtió en una de las editoras de la revista Phytopathology .  Newton identificó razas fisiológicamente distintas de Puccinia graminis y se centró en determinar su estructura genética,  fisiología,  origen y ciclo de vida.   Investigó la roya lineal en el trigo, la cebada y la roya de la hoja del trigo, y los factores ambientales en la expresión de enfermedades en las plantas de trigo.  También investigó la estructura genética de los patógenos de la roya del trigo. La investigación atrajo la atención mundial, particularmente de científicos de países productores de granos que enfrentan pérdidas de productividad debido a la roya del tallo.  En ese momento era considerada internacionalmente como una autoridad en royas de las plantas,  y representó a Canadá en convenciones científicas en los Estados Unidos, Europa y Rusia .  Su investigación fue económicamente significativa, ya que se utilizó para desarrollar cultivares de trigo resistentes a la roya y dio como resultado una "reducción de las pérdidas anuales de trigo debido a la roya de 30 millones de bushels a prácticamente ninguna".  La roya del trigo ya no es un problema importante en Canadá. 

En 1933, el Gobierno de la Unión Soviética, preocupado por las persistentes pérdidas de cosechas causadas por la roya del tallo, invitó a Newton a Leningrado a instancias de Nikolai Vavilov  para "formar a cincuenta estudiantes cuidadosamente seleccionados en los problemas de la investigación de la roya".  Estuvo allí durante tres meses, durante los cuales disfrutó de un estatus privilegiado similar al de un funcionario ruso,  y se le mostró cada fase de la investigación vegetal realizada en la Academia Lenin de Ciencias Agrícolas .  Vavilov había intentado atraerla para que trabajara en Leningrado en 1930 ofreciéndole un salario generoso, apoyo técnico y una caravana de camellos para viajar. 

## Jubilación
Su continua exposición a las esporas de roya del tallo exacerbó una enfermedad respiratoria, lo que la llevaría a una jubilación anticipada en 1945  y a un traslado a Victoria .  Los agricultores solicitaron en su nombre que el Gobierno de Canadá le concediera una pensión completa, ya que había "ahorrado al país millones de dólares". Cuando se jubiló, continuó compartiendo su experiencia, viajando a Rusia y África para ayudar en programas de mitigación de la oxidación  y asistiendo a convenciones y conferencias. En 1950, asistió al Congreso Internacional de Botánica en Suecia y a la conferencia de la Federación Internacional de Mujeres Universitarias en Suiza . Se volvió activa en grupos de mujeres y cuidaba un jardín en su casa,  y tenía pasatiempos activos como la observación de aves y el piragüismo . Newton murió en Victoria el 6 de abril de 1971.

## Legado y premios
Newton obtuvo muchos premios y distinciones a lo largo de su vida. En 1942, se convirtió en la segunda mujer elegida miembro de la Royal Society of Canada (FRSC) después de Alice Wilson .   Recibió la Medalla Flavelle de la Royal Society of Canada en 1948,  la primera persona en graduarse de una escuela de agricultura en recibir el premio, y la única mujer que obtuvo esa distinción.En 1956, la Universidad de Minnesota le otorgó el Premio al Logro Sobresaliente, presentado por su Ph.D. asesor Elvin Stakman,  y el 13 de mayo de 1969 la Universidad de Saskatchewan le otorgó el título de Doctor honorario en Derecho (LL.D.).  En 1964, la Universidad de Victoria completó la construcción de la primera fase de un complejo residencial para estudiantes; uno de los edificios de cuatro pisos recibió el nombre de Margaret Newton Hall en su honor.  Los demás recibieron el nombre de Emily Carr, David Thompson y Arthur Currie .

El 22 de septiembre de 1997, fue registrada en Personas de Importancia Histórica Nacional, un registro de personas designadas por el Gobierno de Canadá como de importancia nacional en la historia del país.  Se instaló una placa en el campus de Fort Garry de la Universidad de Manitoba para reconocer este honor.   Newton fue incluido en el Salón de la Fama de la Ciencia y la Ingeniería de Canadá  en 1991. El 17 de julio de 2008, fue incluida en el Salón de la Fama Agrícola de Manitoba y se erigió una placa en su honor en Portage la Prairie  y se reveló oficialmente en una ceremonia a la que asistieron sus familiares y "representantes de los centros de investigación de cereales". 
La investigación de Newton está representada en la galería de carteles creada por la iniciativa The Women in STEM de Ingenium Canada. Esta galería de carteles es un esfuerzo de colaboración entre los tres museos Ingenium: Agricultura y Alimentación de Canadá, Aviación y Espacio de Canadá, y Ciencia y Tecnología de Canadá y sus socios para apoyar la participación, el avance y la promoción de las mujeres en STEM. Newton es reconocida como Mujer de Impacto en Canadá por sus contribuciones científicas como mujer en STEM (ciencia, tecnología, ingeniería y matemáticas). Esta galería en línea fue creada por el gobierno canadiense (Mujeres, Género y Equidad de Canadá) para promover los logros de las mujeres y presenta perfiles de mujeres valientes que han tenido un impacto en la política, las artes y las ciencias, y en muchos otros campos. 

## Obras
- Newton, Margaret; Johnson, Thorvaldur; Brown, Archibald M. (1930). «A preliminary study on the hybridization of physiologic forms of Puccinia graminis tritici.». Scientific Agriculture 10 (11): 721-731.
- Newton, Margaret; Johnson, Thorvaldur; Brown, Archibald M. (1930). «A study of the inheritance of spore colour and pathogenicity in crosses between physiologic forms of Puccinia graminis tritici.». Scientific Agriculture 10 (12): 775-798.
- Newton, Margaret; Johnson, Thorvaldur (1934). «Studies on the nature of disease resistance in cereals: i. the reactions to rust of mature and immature tissues». Canadian Journal of Research 11 (5): 564-581. Bibcode:1934CJRes..11..564N. doi:10.1139/cjr34-113.
- Newton, Margaret; Johnson, Thorvaldur (1936). «Stripe rust, Puccinia glucarum, in Canada». Canadian Journal of Research. 14c (2): 89-108. doi:10.1139/cjr36c-008.
- Newton, Margaret; Johnson, Thorvaldur (1937). «The effect of high temperatures on uredial development in cereal rusts». Canadian Journal of Research. 15c (9): 425-432. doi:10.1139/cjr37c-032.
- Newton, Margaret; Johnson, Thorvaldur (1938). «The origin of abnormal rust characteristics through the inbreeding of physiologic races of Puccinia graminis tritici». Canadian Journal of Research. 16c (1): 38-52. doi:10.1139/cjr38c-004.
- Newton, Margaret; Johnson, Thorvaldur (1939). «A mutation for pathogenicity in puccinia graminis tritici». Canadian Journal of Research. 17c (9): 297-299. doi:10.1139/cjr39c-027.
- Newton, Margaret; Peturson, Bjorn (1939). «The effect of leaf rust on the yield and quality of thatcher and renown wheat in 1938». Canadian Journal of Research. 17c (11): 380-387. doi:10.1139/cjr39c-038.
- Newton, Margaret; Johnson, Thorvaldur (1940). «Crossing and selfing studies with physiologic races of oat stem rust». Canadian Journal of Research. 18c (2): 54-67. doi:10.1139/cjr40c-008.
- Newton, Margaret; Johnson, Thorvaldur (1940). «The influence of light and certain other environmental factors on the mature-plant resistance of hope wheat to stem rust». Canadian Journal of Research. 18c (8): 357-371. doi:10.1139/cjr40c-034.
- Newton, Margaret; Johnson, Thorvaldur; Peturnson, B. (1940). «Seedling reactions of wheat varieties to stem rust and leaf rust and of oat varieties to stem rust and crown rust». Canadian Journal of Research. 18c (10): 489-506. doi:10.1139/cjr40c-044.
- Newton, Margaret; Johnson, Thorvaldur (1940). «Mendelian inheritance of certain pathogenic characters of Puccinia graminis tritici». Canadian Journal of Research. 18c (12): 599-611. doi:10.1139/cjr40c-056.
- Newton, Margaret; Johnson, Thorvaldur (1941). «Environmental reaction of physiologic races of puccinia triticina and their distribution in Canada». Canadian Journal of Research. 19c (4): 121-133. doi:10.1139/cjr41c-017.
- Newton, Margaret; Johnson, Thorvaldur (1941). «The effect of high temperature on the stem rust resistance of wheat varieties». Canadian Journal of Research. 19c (11): 438-445. doi:10.1139/cjr41c-043.
- Newton, Margaret; Johnson, Thorvaldur (1943). «Adult plant resistance in wheat to physiologic races of Puccinia triticina erikss.». Canadian Journal of Research. 21c (1): 10-17. doi:10.1139/cjr43c-002.
- Newton, Margaret; Johnson, Thorvaldur (1943). «The inheritance of a mutant character in puccinia graminis tritici». Canadian Journal of Research. 21c (7): 205-210. doi:10.1139/cjr43c-017.
- Newton, Margaret; Johnson, Thorvaldur (1944). «Physiologic specialization of oat stem rust in Canada». Canadian Journal of Research. 22c (5): 201-216. doi:10.1139/cjr44c-017.
- Newton, Margaret; Peturson, Bjorn; Whiteside, A.G.O (1945). «The effect of leaf rust on the yield and quality of wheat». Canadian Journal of Research. 23c (4): 105-114. doi:10.1139/cjr45c-008.
- Newton, Margaret; Peturson, Bjorn; Meredith, W.O.S. (1945). «The effect of leaf rust of barley on the yield and quality of barley varieties». Canadian Journal of Research. 23c (6): 212-218. doi:10.1139/cjr45c-018.
- Newton, Margaret; Johnson, Thorvaldur (1946). «Physiologic races of puccinia graminis tritici in canada, 1919 to 1944». Canadian Journal of Research. 24c (2): 26-38. doi:10.1139/cjr46c-005.
- Johnson, Thorvaldur; Newton, Margaret (June 1946). «Specialization, hybridization, and mutation in the cereal rusts». The Botanical Review 12 (6): 337-392. doi:10.1007/BF02861524.
- Newton, Margaret; Cherewick, W.J. (1947). «Erysiphe graminis in Canada». Canadian Journal of Research. 25c (2): 73-94. doi:10.1139/cjr47c-008.
- Newton, Margaret; Peturson, Bjorn; Whiteside, A.G.O (1948). «Further studies on the effect of leaf rust on the yield, grade, and quality of wheat». Canadian Journal of Research. 26c (1): 65-70. doi:10.1139/cjr48c-007.